# Équation de Laplace
En analyse vectorielle, l'équation de Laplace est une équation aux dérivées partielles elliptique du second ordre, dont le nom est un hommage au physicien mathématicien Pierre-Simon de Laplace.
Introduite pour les besoins de la mécanique newtonienne, l'équation de Laplace apparaît dans de nombreuses autres branches de la physique théorique : astronomie, électrostatique, mécanique des fluides, propagation de la chaleur, diffusion, mouvement brownien, mécanique quantique. 
Les fonctions solutions de l'équation de Laplace sont appelées les fonctions harmoniques.

## Équation de Laplace à trois dimensions
En coordonnées cartésiennes dans un espace euclidien de dimension 3, le problème consiste à trouver toutes les fonctions à trois variables réelles {\displaystyle \psi (x,y,z)} qui vérifient l'équation aux dérivées partielles du second ordre :
Pour simplifier l'écriture, on introduit un opérateur différentiel noté {\displaystyle \Delta } et appelé opérateur de Laplace, ou simplement laplacien, tel que l'équation aux dérivées partielles précédente s'écrive de façon compacte :
En coordonnées sphériques dans la convention rayon-colatitude-longitude, la solution générale à l'équation de Laplace est
où {\displaystyle P_{l}^{m}(\cos \theta )} et {\displaystyle Q_{l}^{m}(\cos \theta )} sont les polynômes associés de Legendre du premier et du second type, respectivement. Comme ceux du second type comportent des divergences, ils ne sont habituellement pas considérés dans les problèmes physiques. Également, il est plus courant de combiner les polynômes associés de Legendre et les phases {\displaystyle e^{im\phi }} sous la forme des harmoniques sphériques {\displaystyle Y_{l}^{m}(\theta ,\phi )}.
En coordonnées cylindriques, il existe deux possibilités dépendamment des conditions frontières de la solution recherchée. Si la solution doit osciller entre deux valeurs de {\displaystyle z}, notamment un cylindre de rayon {\displaystyle a} et de hauteur {\displaystyle h} dont les extrémités sont fixées à zéro alors la solution générale aura la forme
où {\displaystyle I_{m}} et {\displaystyle K_{m}} sont les fonctions de Bessel modifiées du premier et deuxième types, respectivement.
Si la solution recherchée doit être nulle sur la surface latérale du cylindre, alors la solution générale aura la forme
où {\displaystyle J_{m}} et {\displaystyle N_{m}} sont les fonctions de Bessel et de Neumann, respectivement, et où {\displaystyle \alpha _{mn}} est le n-ième zéro de la m-ième fonction de Bessel.

## Équation de Laplace à deux dimensions
En coordonnées cartésiennes dans un espace euclidien de dimension 2, le problème consiste à trouver toutes les fonctions à deux variables réelles {\displaystyle V(x,y)} qui vérifient : 
On montre que toute fonction holomorphe donne des solutions de l'équation de Laplace à deux dimensions par sa partie réelle et sa partie imaginaire ; de plus, ces solutions sont orthogonales en tout point.

### Rappels sur les fonctions holomorphes
Toute fonction polynomiale à coefficients complexes est holomorphe sur {\displaystyle \mathbb {C} } ; aussi le sont les fonctions trigonométriques et la fonction exponentielle (les fonctions trigonométriques sont en fait relativement proches de la fonction exponentielle puisqu'elles peuvent être définies à partir de celle-ci en utilisant les formules d'Euler).
- La fonction logarithme est holomorphe sur l'ensemble des nombres complexes privé de la demi-droite des réels négatifs (on parle de « coupure »).
- La fonction racine carrée peut être définie par {\displaystyle {\sqrt {z}}=e^{{\frac {1}{2}}\ln z}} et est ainsi holomorphe partout où la fonction logarithme l'est.
- Les fonctions trigonométriques réciproques ont de la même manière des coupures et sont holomorphes partout sauf aux coupures.
- La fonction inverse {\displaystyle z\mapsto 1/z} est holomorphe sur {\displaystyle \mathbb {C} ^{*}}.

### Résultats sur l'équation de Laplace et les fonctions holomorphes

#### Premier théorème
Théorème — Toute fonction holomorphe est harmonique.
Remarque : (cas particulier de la décomposition d'un laplacien vectoriel). Si la décomposition d'une fonction complexe {\displaystyle F} en partie réelle et partie imaginaire s'écrit 
alors celle de son laplacien s'écrit :
donc F est harmonique si et seulement si V et {\displaystyle \Phi } le sont. Par conséquent, la partie réelle et la partie imaginaire d'une fonction holomorphe sont harmoniques.

#### Second théorème
Théorème — Les lignes de niveau de la partie réelle et de la partie imaginaire d'une fonction holomorphe sont orthogonales.

## Équation de Poisson
En remplaçant le membre de droite nul par une fonction donnée f, on obtient l'équation de Poisson : {\displaystyle \Delta \varphi =f}.